# Sphodromantis congica
Sphodromantis congica é uma espécie de louva-a-deus da família dos Mantidae, sendo encontrados em Angola, na Congo e na Nigéria.